# جيمس دوكري
جيمس دوكري (بالإنجليزية: James Dockery)‏ هو لاعب كرة قدم أمريكية شمالية ‏ أمريكي، ولد في 9 نوفمبر 1988 في ويست كوفينا في الولايات المتحدة.

## وصلات خارجية
- جيمس دوكري على موقع مرجع كرة القدم المحترفة.كوم (الإنجليزية)